# Kroonstad
Kroonstad [krʊənstat] ist eine Stadt in der Lokalgemeinde Moqhaka im südafrikanischen Distrikt Fezile Dabi der Provinz Freistaat. Sie hatte 2011 bei der Volkszählung 24.723 Einwohner, das benachbarte Township Maokeng hatte 73.057 Einwohner. Kroonstad liegt in 1.369 Metern Höhe. Kroonstad liegt jeweils 200 Kilometer westlich von Johannesburg und nordöstlich von Bloemfontein am Ufer des Flusses Val.
Benannt ist die Stadt nach einem Pferd mit dem Namen Kroon (deutsch: „Krone“), das in einem nahe gelegenen Fluss verunglückte und sich ein Bein brach. Als Erinnerung an dieses Pferd wurde der Fluss Kroonspruit („Kronenstrom“) genannt. Bei der Gründung der Stadt wurde dieser Name übernommen. Der Gemeindename Moqhaka ist das Sesotho-Wort für Krone.
Kroonstad ist ein landwirtschaftliches und administratives Zentrum mit modernen Geschäften, Theater und dem Sarel Cilliers Museum.

## Geschichte
Die Stadt wurde im Jahr 1855 von Voortrekkern gegründet. Vom 14. März bis zum 11. Mai 1900 war sie auch Hauptstadt des Oranje-Freistaates, bis Bloemfontein Kroonstad ablöste.
Zu den Sehenswürdigkeiten gehört die Town Hall, die am 8. Juni 1907 durch Hamilton Goold-Adams ihrer Bestimmung übergeben wurde.
Am 4. Januar 2018 ereignete sich südlich der Stadt der Eisenbahnunfall von Kroonstad.

## Töchter und Söhne der Stadt
- Herbert Kretzmer, OBE (1925–2020), Journalist, Liedtexter und Songwriter
- Wicus Slabbert (* 1941), Opernsänger
- Pallo Jordan (* 1942), Politiker, Minister
- Mosiuoa Lekota (* 1948), Politiker
- Antjie Krog (* 1952), Autorin, Lyrikerin und Journalistin
- Fana Mokoena (* 1971), Schauspieler und Politiker
- Jeffrey Ntuka (1985–2012), Fußballspieler
- David Maree (* 1989), Radrennfahrer
- Rynardt van Rensburg (* 1992), Mittelstreckenläufer
- Elme de Villiers (* 1993), Badmintonspielerin